# Gyrtona spilalis
Gyrtona spilalis là một loài bướm đêm trong họ Noctuidae.